# Попович, Емельян Александрович
Емельян Александрович Попович (укр. Омелян Олександрович Попович; 18 августа 1856, г. Ватра-Дорней, Герцогство Буковина, Австро-Венгрия (ныне — в жудеце Сучава, Румыния) — 22 марта 1930, Залещики) — украинский общественно-политический деятель конца XIX — первой четверти XX века Буковины, публицист, педагог.
Первый украинский президент Буковины (1918).

## Биография
Родился в семье священника. Обучался в Черновицкой немецкой гимназии, затем сдал экстерном экзамены и поступил на учёбу в Черновицкую государственную учительскую семинарию, которую окончил в 1877 году. Учительствовал. Учась в семинарии, начал писать стихи на патриотическую тематику и педагогические статьи, принимал активное участие в общественной жизни края и студенческой молодёжи как член тайного студенческого общества «Согласие», директор любительского молодёжного театра.
В 1892—1895 годы — повятовый инспектор народных школ на Буковине, в 1895—1906 — референт по делам начальных школ при Краевом совет школ Буковины, в 1906—1912 — первый краевой инспектор буковинских украинских народных школ и семинарий. С 1896 преподавал в учительской семинарии в Черновцах.

## Общественно-политическая деятельность

Емельян Попович

Общественная деятельность Емельяна Поповича связана с созданием обществ «Женское общество» с кружками по селам, «Союз Сечей», «Vere и N Der Lehrer Und Lehrerien» («Объединение учителей и учительниц»), началом издательства «Издания Русской Беседы», преобразованием музыкально-театрального общества на «Буковинский Боян». Он был членом филиала «Народного Дома», некоторое время — председателем «Общества украинской православной шляхты», почетным членом академического общества «Запорожье», членом правления «Русской кассы», плодотворно работал в обществе «Культурная Рада», которое заботилось об украинских школах в эмиграции. По его почину создана «Русская школа», впоследствии реорганизованная и «Украинская школа».
Много сил А. Попович отдал издательскому делу. На протяжении 1879—1899 публиковал календари «Русской Беседы», в 1885—1895 гг. редактировал издания «Библиотека для молодёжи, мещан и крестьян», печатался в «Родимых Листках», «Лопата» (1876—1877), в первой половине 1880-х годов — «Родном Доме», «Ласточки» (Львов), редактировал украинскую часть печатного органа буковинских учителей «Bukoviner Lehrerstimme». А. Попович был одним из соучредителей газеты «Буковина», а также её редактором в 1885—1891, протяжении 40 лет в ежегоднике «Буковинский православный календарь». В 1903 году основал первую на Буковине Сечь.
В 1911—1918 годах избирался депутатом Буковинского краевого сойма и был членом его исполнительного органа. Одновременно, педагог продолжал работу в Краевом школьном совете.
Многолетний председатель буковинского общества «Русская Беседа» (с 1878), «Русской школы» и ряда других культурно-просветительских обществ.
В ноябре 1918 во время существования ЗУНР был президентом украинской части Буковины, вице-президентом Украинской народной Рады. После распада Австро-Венгерской империи в начале ноября 1918 года был сторонником распределения Буковины по этническому принципу. 6 ноября 1918 года Е. Попович и А. Ончул по взаимному согласию приняли государственную власть соответственно над румынской и украинской частью края от последнего австрийского президента Буковины графа И. Ецдорфа.
После захвата Буковины силами королевской Румынии поселился в Галиции, в 1920-е годы был инспектором «Родной школы» во Львове.

## Творчество
Попович — автор ряда рассказов («Материна любовь», «Гуцульский рай», «Истинная мать» и др.), сказок («Громада», «Мужик и смерть», «Медведь», «Девица со кувшином» и др.), стихов («Буковина!», «Мысли», «Зося», «Zueignung», «Конец зимы», «Христос Воскрес», «Школьный журнал», «Наш край», «Приветливая песня» и др.), переводов, составил «Русинско-немецкий словарь», написал для молодёжи ряд книг («Ребята-садоводы», «25 повесток», «Из жизни Императора Франца», «Песенник для народных школ»), издал книги для взрослых («Съ нами Богъ», «Чума водочная», "Разговоры врача Розумовича с красномесскими людьм "и др.).
Основные идеи его научно-методического наследия изложены в методических пособиях и статьях, посвященных вопросам педагогической науки и методики преподавания. Значительную часть его литературного наследия занимают педагогические статьи («Die Volksschule In Kotzman», «Das Weswn, Ziel, Stoff U. Methode Der ü rthografischen Uebungen In Der ruthenischen Sprache», «Что может школа», «Из школы для школы», «Кое-что о воспитании», «Наука языка в народной школе», «Досьвід в науці природописній», «Как поступать в науке природописнательной», «Язык учителя с учеником», «Учимся русскому языку» и др.) и рефераты, в которых он освещал различные проблемы буковинского школ, ставил вопрос воспитания детей в семье и школе, своими советами стремился помочь родителям и учителям в деле воспитания подрастающего поколения на основе общечеловеческих ценностей, знания и уважения к национальной культуре, родному языку, родному народу.
Среди произведений Поповича главное место занимают учебники для народных школ, такие, как «Букварь для народных школ», учебник для обучения грамоте «Читанка и грамматика для народных школ», который дорабатывались и неоднократно переиздавались (1895, 1911, 1912, 1914, 1915), «Чтение для народных школ» для 3 и 4 года обучения и грамматику к ней; несколько хрестоматий для 5 и 6 года обучения, а также грамматику к ней. Ему принадлежат «Новый Букварь», «Первая русская читанка для народных школ в Буковинъ», «Счетная книга для народных школ» в трех частях, «Ruthenisches Sprachbuch für Mitteschulen» в трех частях и т. д.

## Память
В 1992 году Черновицкий городской совет присвоил имя Е. Поповича бывшей улице Кирова.